# Ubayda ibn Abd-ar-Rahman as-Salamí
Ubayda ibn Abd-ar-Rahman as-Sulamí (àrab: عبيدة بن عبد الرحمن السلمي, ʿUbayda b. ʿAbd ar-Raḥmān as-Sulamī) (segle viii) fou un notable àrab de la tribu dels Sulaym. Es diu que era nebot d'Abu l-Aswar (Dhakwan), governador d'al-Urdunn sota Muàwiya I, però segons la genealogia coneguda resulta ser el seu besnet.
Ubayda fou governador o valí de l'Azerbaidjan sota Úmar ibn Abd-al-Aziz, vers 717-720, després governador o valí d'Ifríqiya sota Hixam ibn Abd-al-Màlik (728-732) i finalment d'al-Urdunn sota al-Walid II ibn Yazid (743–744).